# 芝居風呂
『芝居風呂』（しばいぶろ）は古典落語の演目。別題は『二段目』（にだんめ）で、上方落語ではこの演題が用いられる。
銭湯で芝居好きの客が『仮名手本忠臣蔵』の二段目を口で演じ始めたために、客同士の喧嘩が起きるという内容。演者として6代目春風亭柳橋が知られる。
同じ演題で3代目三遊亭圓馬から6代目三遊亭圓生に伝えられたスタイルがあり、落ち（サゲ）は類似するが、そこに至る内容は大きく異なる。上方でもこのスタイルを翻案して（『芝居風呂』の演題で）演じる落語家がいる。これらについては節を分けて記述する、

## あらすじ
※以下、東大落語会編『落語事典 増補』掲載のあらすじに準拠する。
風呂屋に来た芝居好きの客が『忠臣蔵』二段目を口演し始める。それを聞いていた他の客が、大星由良之助と加古川本蔵のどちらがえらいかということをめぐって喧嘩をし始めた。「誰か梶川与惣兵衛になる奴はいないか」と叫ぶ客も出る中、巻き添えを食わないようにと先に湯を上がった客、自分の着物が見つからず、番頭に「俺の着物はどこだ」と尋ねると「二段目じゃーい」と返答する。

## 圓馬・圓生系
3代目三遊亭圓馬から伝えられたという、6代目三遊亭圓生の口演では前記とは異なる以下の内容となっている。後述する4代目桂文我は、演者として（圓生のほかに）林家彦六（8代目林家正蔵）を挙げている。
- まず昔の芝居小屋では「一番目」「二番目」と上演内容を分けていたという説明をする。
- 日本橋にある銭湯の主が大変芝居好きなために、芝居小屋に似せた作りの「芝居風呂」に改築して、芝居好きの客がたくさん訪れる。風呂の中では番頭や三助が芝居小屋を模した設備の説明をする。
- 疥癬が全身にできた客と医者の客が、芝居じみたセリフで会話をする。疥癬病みの客が浴槽に入ろうとするのを二人の三助が止めようとして、芝居がかったセリフを口にしながら格闘になるが、疥癬病みの客が勝つ。
- 別の客が湯を上がって番頭に「自分の着物はどこだ」と聞くと「二番目じゃ」と答えて幕となる。

人物が芝居じみた台詞を話す場面では鳴物が入り、圓生は「芝居噺ではまた、鳴物が大変むずかしいものです」と述べている。
上方の4代目桂文我は、このスタイルを「大阪の落語には無かった演目」として上方風に翻案したものを口演している。ただし、「芝居小屋風の銭湯」という設定は同じながら、主な登場人物は体が黒くすすけた「炭屋の大将」（江戸版の疥癬病みの男のうち、浴槽に入ろうと三助と格闘する部分に該当。ただし登場はこちらが先）、およびお尻に吹き出物（でんぼ）のできた男と薬屋（江戸版の疥癬病みの男のうちの前半部分と医者に該当）で、落ちは鳴物を入れている釜焚きの男に客が「釜番だけに、上手に皆を焚きつけまんなァ」と言うと「中が沸くのが楽しみでんねん」と返答する形である。このアレンジ（先に炭屋の大将が出てくる）について4代目文我は「浄瑠璃で賑やかに芝居をさせ、後半の尻の出来物の件は、最初のグッとしめた雰囲気から一気に爆発させる構成にしました」と述べている。また落ち（サゲ）については「無理矢理付けましたが、果たしてこれでよいものかどうか」とし、「もっと良いサゲが見つかれば、差し替えたいと思っています」としている。4代目文我の口演では、銭湯の店主が口上を述べる際の入浴客の掛け声を、楽屋にいる他の落語家に声を出してもらう演出を取り入れている。